# 1971 v hudbě

Side-A label of the US vinyl single release "Without You" by Harry Nilsson, originally sung by Badfingers

Tento článek obsahuje události související s hudbou, které proběhly v roce 1971.

## Události
- leden – Jeffrey Hammond se stal členem skupiny Jethro Tull
- 8. únor – hodinový dokumentární film, Eat the Document, Boba Dylana měl premiéru v Academy of Music v New Yorku. Film obsahoval záběry z Dylanova koncertního turné po UK v roce 1966.
- 13. březen – The Allman Brothers Band nahrávají živé album Live at the Fillmore East.
- 13. červenec – Jim Morrison byl nalezen mrtev ve vaně hotelové koupelny v Paříži, Francie, zemřel ve věku 27 let.
- 1. srpen – The Concert for Bangladesh, na kterém vystoupili Ravi Shankar, George Harrison, Ringo Starr, Bob Dylan a Leon Russell, dále vystoupili Billy Preston, Eric Clapton, Jesse Ed Davis a Badfinger
- 4. listopad – The Montreux Casino v Montreux, Švýcarsko, vzplálo plamenem a vyhořelo během představení Franka Zappy a Mothers of Invention, když opilý fanoušek odpálil světlici, která uvízla v krovech kasina. Skupina Deep Purple, která tam byla kvůli plánovanému natáčení v kasinu příští den, sledovala scénu z hotelu přes Ženevské jezero a později znesmrtelnila událost v písničce „Smoke on the Water“.
- Listopad – Electric Light Orchestra vydávají své debutové album.
- Sestava skupiny Queen je kompletní, když do ní nastoupil baskytarista John Deacon.
- Elton John má první mezinárodní hit Your Song.
- ABBA zahajují sólovou kariéru
- The New York Dolls zahajují sólovou kariéru
- Donna Summer zahajuje sólovou kariéru
- Stevie Ray Vaughan zahajuje sólovou kariéru
- Roxy Music zahajují sólovou kariéru
- První představení rockové opery Jesus Christ Superstar
- Michael Jackson nastupuje sólovou kariéru
- Rick Springfield odchází ze Zoot a nastupuje sólovou kariéru
- Hudebník Daryl Dragon z Beach Boys a zpěvák Toni Tennille se setkávají a začínají vystupovat jako Captain & Tennille
- Formují se The Eagles
- 8. listopad – Led Zeppelin vydali oficiálně nepojmenované čtvrté studiové album, které se stalo nejlépe prodávaným albem roku, nejlépe prodávaným albem skupiny a čtvrtým nejlépe prodávaným albem všech dob.

## Narození
- 11. ledna – Mary J. Blige
- 11. ledna – Tom Rowlands, The Chemical Brothers
- 18. ledna – Jonathan Davis, KoЯn
- 1. února – Ron Welty of The Offspring
- 26. února – Erykah Badu
- 9. května – Paul McGuigan, Oasis
- 1. července – Missy Elliott
- 6. září – Dolores O'Riordan, The Cranberries
- 28. září – A. J. Croce, americký písničkář
- 24. prosince – Ricky Martin

## Zemřeli
- 7. únor – Dock Boggs, hráč na banjo
- 21. březen – Nan Wynn, US zpěvák
- 26. březen – Harold McNair, saxofonista a flétnista, rakovina plic.
- 31. březen – Karl King, skladatel a vedoucí skupiny
- 6. květen – Igor Fjodorovič Stravinskij, skladatel
- 17. květen – Carmen Lombardo, US zpěvák, skladatel a saxofonista
- 2. květen – Edith Day, US herečka, zpěvačka a tanečnice
- 30. květen – Marcel Dupré, varhaník a skladatel
- 11. červen – Ambrose, anglický houslista
- 18. červen – Libby Holman, US zpěvák a herec
- 3. červenec – Jim Morrison, zpěvák skupiny The Doors
- 6. červenec – Louis Armstrong, US jazzový průkopník
- 13. srpen – King Curtis, jazzový a bluesový hudebník (zavražděn)
- 17. srpen – Tab Smith, saxofonista
- 25. srpen – Ted Lewis
- 27. srpen – Lil Hardin Armstrong, manželka a hudební spolupracovník Louise Armstronga
- 3. říjen – Seán Ó Riada, skladatel a vedoucí skupiny
- 12. říjen – Gene Vincent, zpěvák
- 24. říjen – Carl Ruggles, skladatel
- 29. říjen – Duane Allman ze skupiny The Allman Brothers
- 18. listopad – Junior Parker, bluesový hudebník

## Alba

### Domácí
- Barnodaj – The Progress Organization
- Bludička Julie – Hana Zagorová
- Kingdom of Life – Blue Effect
- Nová syntéza – Modrý efekt a Jazzový orchestr Československého rozhlasu

### Zahraniční
- 11–17–70 – Elton John
- 34 Hours – Skid Row
- 666 – Aphrodite's Child
- American Pie – Don McLean
- A Nod is as Good as a Wink to a Blind Horse – The Faces
- All Things Must Pass – George Harrison
- Anticipation – Carly Simon
- Aqualung – Jethro Tull
- A Space In Time – Ten Years After
- At Fillmore East – The Allman Brothers Band
- Bark – Jefferson Airplane
- Blessed Are... – Joan Baez
- Blue – Joni Mitchell
- Bonnie Raitt – Bonnie Raitt
- Budgie – Budgie
- Candida – The Lawrence Welk Orchestra
- Carly Simon – Carly Simon
- Carpenters – The Carpenters
- Chase – Chase
- Chicago III – Chicago
- Church of Anthrax – John Cale a Terry Riley
- Collage – Le Orme
- The Doobie Brothers – The Doobie Brothers
- The Electric Light Orchestra – Electric Light Orchestra
- Electric Warrior – T. Rex
- Electronically Tested – Mungo Jerry
- Ella A Nice – Ella Fitzgerald
- El Derecho de Vivir en Paz – Víctor Jara
- Every Good Boy Deserves Favour (album) – The Moody Blues
- Every Picture Tells a Story – Rod Stewart
- Fearless – Family
- Fireball – Deep Purple
- Fly – Yoko Ono
- Fog on the Tyne – Lindisfarne
- Fragile – Yes
- Golden Biscuits – Three Dog Night
- Greatest Hits – Andy Williams
- Harmony – Three Dog Night
- H.M.S. Donovan – Donovan
- Hunky Dory – David Bowie
- IF 3 – If
- If Not for You – Olivia Newton–John
- Imagine – John Lennon
- The Inner Mounting Flame – Mahavishnu Orchestra
- Islands – King Crimson
- Isle of View – Jimmie Spheeris
- Jesus Christ Superstar – Various Artists
- John Prine – John Prine
- Killer – Alice Cooper
- L.A. Woman – The Doors
- Led Zeppelin IV – Led Zeppelin
- Liv – Livingston Taylor
- Live in Cook County Jail – B. B. King
- Love Story – Andy Williams
- Love It To Death – Alice Cooper
- The Low Spark of High Heeled Boys – Traffic
- Madman Across the Water – Elton John
- Maggot Brain – Funkadelic
- Master of Reality – Black Sabbath
- Meddle – Pink Floyd
- Message From the Country – The Move
- Moving Waves – Focus
- Mud Slide Slim and the Blue Horizon – James Taylor
- Music – Carole King
- Nilsson Schmilsson – Harry Nilsson
- Nursery Cryme – Genesis
- Pawn Hearts – Van der Graaf Generator
- Pearl – Janis Joplin
- Pilgrimage – Wishbone Ash
- The Polite Force – Egg
- Put Your Hand in the Hand – Ocean
- Quite Fire – Roberta Flack
- Ram – Paul McCartney & Linda McCartney
- Relics – Pink Floyd
- Rock Around the Country – Bill Haley & His Comets
- Rosa dos Ventos – Maria Bethânia
- Rose Garden – Lynn Anderson
- Santana III – Santana
- Shaft – Isaac Hayes
- Sister Kate – Kate Taylor
- Smiling Men with Bad Reputations – Mike Heron
- Soulful Tapestry – Honey Cone
- Sticky Fingers – The Rolling Stones
- Straight Up – Badfinger
- Surf's Up – The Beach Boys
- Sweet Replies – Honey Cone
- Tapestry – Carole King
- Tarkus – Emerson, Lake & Palmer
- Tea for the Tillerman – Cat Stevens
- Thembi – Pharoah Sanders,Jazz
- There's a Riot Goin' On – Sly & the Family Stone
- Trafalgar – The Bee Gees
- Tumbleweed Connection – Elton John
- Tupelo Honey – Van Morrison
- Une Vie – Dalida
- Up to Date – The Partridge Family
- What's Going On – Marvin Gaye
- Who's Next – The Who
- Wild Life – Wings
- The Yes Album – Yes
- You Don't Have To Be In The Army – Mungo Jerry
- You're Not Alone – Dion DiMucci
- ZZ Top's First Album – ZZ Top
- Split – The Groundhogs

## Hity
domácí
- „Agáta“ – Olympic

zahraniční
- „Imagine“ – John Lennon
- „My Sweet Lord“ – George Harrison
- „Shaft“ – Isaac Hayes
- „Get It On“ – Chase
- „Black Magic Woman“ – Santana
- „Hot Lone“ – T. Rex
- „Indian Reservation“ – Paul Revere & the Raiders